# Nikolaos Hatzidakis
Nikolaos J. Hatzidakis (Νικόλαος Χατζιδάκις, também Nicholas Hadzidakis, Berlim, 25 de abril de 1872 – 25 de janeiro de 1942) foi um matemático grego.

## Biografia
Hatzidakis nasceu em Berlim em 1872. Seus pais eram naturais de Creta. Frequentou a escola secundária em Atenas, estudando matemática na Universidade Técnica Nacional de Atenas, onde obteve um doutorado em matemática. Continuou seus estudos em Paris, Gothenburg e Berlim.
Retornou para a Grécia, onde foi apontado professor de mecânica teórica e astronomia na Hellenic Military Academy, onde lecionou de 1900 a 1904. Foi professor ordinário de matemática da Universidade de Atenas, de 1904 até aposentar-se em 1939. Também lecionou na Hellenic Naval Academy.
Foi palestrante convidado do Congresso Internacional de Matemáticos em Cambridge (1912), Estrasburgo (1920), Bolonha (1928) e Zurique (1932).

## Publicações selecionadas
- «Displacements Depending on One, Two,...., k Parameters in a Space of n Dimensions». American Journal of Mathematics. 1900. doi:10.2307/2369753
- «Om Centralaksen for Hovedtriedret af en Curve». Nyt tidsskrift for matematik. 1901. JSTOR 24527738
- «Om nogle Konsekvenser af Frenel's og Brunel's Formler». Nyt tidsskrift for matematik. 1902. JSTOR 24527933
- «Om kurveteoretiske Invarianter». Nyt tidsskrift for matematik. 1903. JSTOR 24528107
- «Über partielle Integration». Mathematische Annalen. 1903. doi:10.1007/BF01449020
- «Zum Aufsatze "Ausdehnung der Frenetschen Formeln und verwandter auf dem Rn, von Herrn W. Fr. Meyer" ». Jahresbericht der Deutschen Mathematiker-Vereiningung. 1910